# Молодіжна вулиця (Мелітополь)
Молодіжна вулиця — вулиця в Мелітополі. Починається від Юр'ївської вулиці, перетинає Інтеркультурну вулицю, перетинає весь Новий Мелітополь і закінчується в полях на околиці міста.

## Історія
Вулиця вперше згадується 17 січня 1939. Тоді вона називалась вулицею Мікояна на честь радянського державного діяча Анастаса Мікояна.
29 жовтня 1957 року перейменована на Молодіжну вулицю. Одночасно сусідній провулок Мікояна був перейменований на Молодіжний провулок.